# Madderakka Corona
Madderakka Corona est une corona, formation géologique en forme de couronne, située sur la planète Vénus par 9° N et 315,5° E. Elle est localisée dans le quadrangle de Guinevere Planitia. Elle a été nommée en référence à Madderakka, déesse lapone de la naissance. 

## Géographie et géologie
Madderakka Corona couvre une surface circulaire d'environ 220 km de diamètre. 